# Torrecuso
Torrecuso – miejscowość i gmina we Włoszech, w regionie Kampania, w prowincji Benewent.
Według danych na I 2009 gminę zamieszkiwało 3519 osób przy gęstości zaludnienia 132,3 os./1 km².